# Tiếng Emilia-Romagna
Tiếng Emilia-Romagna (còn bị gọi nhầm là tiếng Emilia) là một ngôn ngữ thuộc nhóm ngôn ngữ Rôman, được nói ở Bắc-Tây Ý (tại Emilia-Romagna, ở miền nam Lombardia, miền bắc Toscana (Lunigiana) và miền bắc Marche. Nó cũng được sử dụng ở San Marino.
Số lượng người nói tại Emilia-Romagna được ước tính chừng 3.500.000 (dữ liệu 1987). Tiếng Emilia-Rôman được công nhận là ngôn ngữ thiểu số của châu Âu kể từ năm 1981 (Báo cáo 4745 của Hội đồng châu Âu). UNESCO cũng đưa nó vào Sách đỏ các ngôn ngữ bị đe dọa, trong số các ngôn ngữ đáng được bảo vệ.
Ở Ý, theo truyền thống, nó được gọi là phương ngữ, điều này có thể gây nhầm lẫn bên ngoài Ý vì tiếng Emilia-Romagna không phải là một phương ngữ của tiếng Ý, mà là một sự phát triển song song của tiếng Latinh. Các phương ngữ tiếng Emilia-Romagna có các đặc điểm hình thái, cú pháp và từ vựng khác biệt với tiếng Ý, không được chia sẻ với các ngôn ngữ Ý Trung.
Ngày nay thuật ngữ Emilia-Romagna không được dùng nữa và bị coi là lỗi thời. Và để tôn trọng sự phân loại ngôn ngữ học mới nhất, ta nên phân biệt Emilia và Romagna thành hai ngôn ngữ gần gũi nhưng riêng biệt.

## Phương ngữ
Các phương ngữ của tiếng Emilia-Romagna được chia thành hai nhóm chính, mỗi nhóm bao gồm các nhóm con khác nhau.
- Các phương ngữ Romagna nói ở Romagna (tại các tỉnh Forlì-Cesena, Ravenna và Rimini), mạn bắc Marche (Pesaro và Urbino) và tại Cộng hòa San Marino;
- Các phương ngữ Emilia nói ở Emilia, ở các tỉnh (Piacenza, Parma, Reggio Emilia, Modena, Bologna và Ferrara) và ở Toscana (tỉnh Massa Carrara).